# 新知台
新知台（しんちだい）は、愛知県知多市にある地名。現行行政地名は新知台1丁目及び新知台2丁目。

## 地理
知多市の北部に位置し、北東につつじが丘、西に新知西町、他は新知に接している。

## 歴史
- 2001年（平成13年）11月10日 - 土地区画整理事業の換地処分に伴い、新知の一部の字を分離し、新知台を設置[1]。

## 世帯数と人口
2019年（令和元年）6月1日現在の世帯数と人口は以下の通りである。
| 町丁   | 世帯数  | 人口    |
| ------ | ------- | ------- |
| 新知台 | 606世帯 | 1,528人 |

## 小・中学校の学区
市立小・中学校に通う場合、学区は以下の通りとなる。
| 番・番地等 | 小学校             | 中学校             |
| ---------- | ------------------ | ------------------ |
| 全域       | 知多市立新知小学校 | 知多市立中部中学校 |

## 施設
- 知多信用金庫 知多支店

## その他

### 日本郵便
- 郵便番号 : 478-0064[4]（集配局：知多郵便局[7]）。